# 武部六蔵

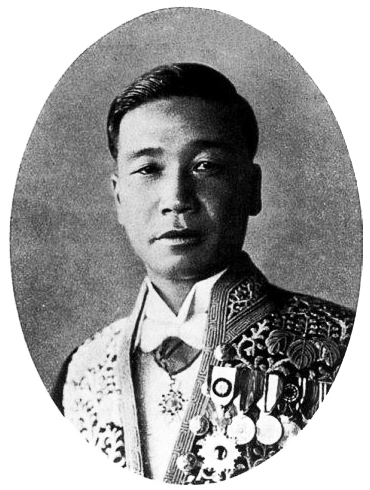
武部六蔵

武部 六蔵（たけべ ろくぞう、1893年（明治26年）1月1日 - 1958年（昭和33年）1月19日）は、日本の内務官僚。秋田県知事、関東局総長、企画院総裁心得、満洲国総務長官。

## 経歴
本籍・石川県。旧加賀藩士・長崎県師範学校長兼教授、武部直松の四男として長崎で生まれる。東京府立四中、第一高等学校を経て、1918年7月、東京帝国大学法科大学法律学科（独法）を優等で卒業し、銀時計を授与された。1916年10月、文官高等試験行政科試験に合格。1918年7月、内務省に入り東京府属兼内務属として地方局府県課に配属された。
1919年10月、長崎県理事官・内務部農林課長に就任。以後、福岡県学務課長、内務事務官・都市計画局、帝都復興院書記官・同建築局庶務課長兼営繕課長、復興局建築部庶務課長、復興局長官官房計画課長、同長官官房文書課長、復興事務局文書課長、同計画課長、同庶務課長、兼内務書記官・内務大臣秘書官、内務書記官・大臣官房会計課長などを歴任。
1932年6月、秋田県の知事に就任。1935年1月、関東局に転じ司政部長、さらに同総長を務める。1939年1月、企画院次長に就任し、同総裁心得を務めた。1940年7月、満洲国国務院総務長官に就任し、1945年8月の終戦で廃官となるまで在任。
1945年9月、シベリア抑留となり、1950年7月、戦犯容疑で中華人民共和国に引き渡され撫順戦犯管理所に収容された。1956年、瀋陽特別軍事法廷で満洲国戦犯として禁錮20年の判決を受けるが、脳軟化症を病み半身不随の身となり、満期前に釈放され1956年7月に帰国が叶った。

## 栄典
- 1930年（昭和5年）12月5日 - 帝都復興記念章[3]

## 親族
- 兄 武部欽一（文部官僚・教育者）
- 女婿 河村勝（鉄道官僚・政治家）
- 孫 高橋健太郎 (音楽評論家)

## 関連文献
- 『武部六蔵日記』田浦雅徳、古川隆久、武部健一編、芙蓉書房出版、1999年
- 武部健一編『武部六蔵昭和三年滞欧日記』私家版、2006年
- 古川隆久『あるエリート官僚の昭和秘史 - 「武部六蔵日記」を読む』芙蓉書房出版、2006年